# Crise Oriental de 1840
A Crise Oriental de 1840 foi resultado da Segunda Guerra Turco-Egípcia; um conflito armado no leste do Mediterrâneo, entre o Egito e o Império Otomano. Foi desencadeado por Uale Mehmet Ali que visava estabelecer um império pessoal, na província otomana do Egito.

## Origens do conflito
Após uma série de sucessos políticos e militares das forças de Maomé Ali contra o Império Otomano, para assegurar o seu domínio independente, uma aliança com as potências europeias que compõem o Reino Unido, o Império Austríaco, o Reino da Prússia e o Império Russo interveio em favor do jovem Sultão Abdul Mejide I.
Pela Convenção de Londres, estas potências europeias ofereceram a Maomé Ali e seus herdeiros o controle permanente sobre o Egito e a província do Acre (aproximadamente onde atualmente é Israel), desde que estes territórios que continuassem a fazer parte do Império Otomano e que retirasse suas tropas no prazo de dez dias do interior da Síria e as regiões costeiras do Monte Líbano. A Convenção foi assinada em 15 de julho de 1840 entre o Reino Unido, Áustria, Prússia e Rússia, por um lado, e o Império Otomano, por outro. As potências europeias concordaram em usar todos os meios possíveis de persuasão para efeito do acordo, mas Maomé Ali hesitou, acreditando no apoio da França.

## Campanha militar

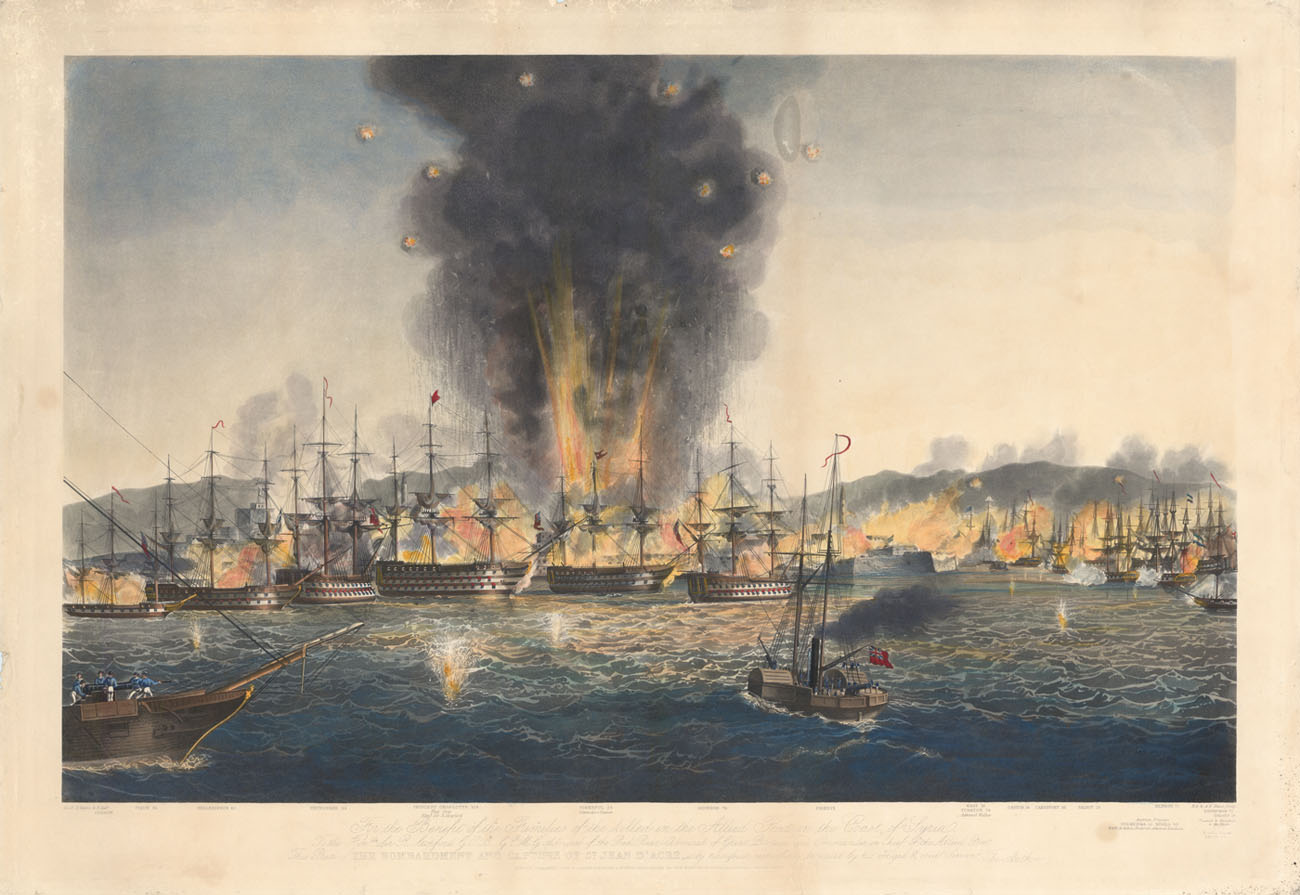
A batalha de St. Jean d'Acre, 3 de Novembro de 1840.

Em setembro de 1840, as potências europeias, posteriormente, transferiram de meios diplomáticos para uma ação militar. Já que o apoio francês para Maomé Ali não se concretizou, forças navais britânicas e austríacas moveram-se no Mediterrâneo oriental contra a Síria e Alexandria. Alexandria era o porto onde a frota otomana, que já havia desertado para Maomé Ali, antes, tinham retirado. Depois que a Marinha Real Britânica e a Marinha austríaca primeiramente bloquearam a costa do delta do Nilo, que se deslocaram a leste de Sidom e Beirute em 11 de Setembro de 1840. As forças britânicas e austríacas, em seguida, atacaram Acre. Após o bombardeio da cidade e do porto em 3 de novembro de 1840, um pequeno grupo de tropas de austríacos, britânicos e otomanos (que foram conduzidas pessoalmente pelo comandante da frota austríaca, o Arquiduque Frederico da Áustria) levou a cidadela após a guarnição egípcia de Maomé Ali no Acre tinha fugido.

## A longo prazo
Após a rendição no Acre, Maomé Ali finalmente aceitou os termos da Convenção de 27 de Novembro de 1840. Ele renunciou a suas reivindicações sobre Creta e o Hijaz e concordou em reduzir o tamanho de suas forças navais e seu exército de 18 000 homens, desde que ele e seus descendentes pudessem beneficiar do domínio hereditário sobre o Egito e o Sudão - um status inédito de um vice-rei otomano. Os firmans, posteriormente emitidos pelo sultão otomano, confirmam de facto o domínio de Maomé Ali sobre o Egito e o Sudão. Retirou-se da Síria, Creta e devolveu a frota otomana.